# Pierrot Serhal
Pierrot Serhal (né à Jezzine en 1956) est un homme politique libanais et a suivi des études en médecine au Pakistan.
Son père, Farid Serhal, grâce au soutien de son oncle Maroun Kanaan, est élu député de Jezzine en 1972. Pierrot Serhal se présenta aux élections de 2005, sur la liste d’alliance entre le Mouvement Amal et le Hezbollah qui le soutient, après une tentative non réussie en 1996.
Élu d’office, faute de concurrent, député maronite de Jezzine, il appartient au bloc de la fidélité à la Résistance, regroupant les députés du Hezbollah et leurs alliés directs au Parlement.